# 太平山 (太平)
太平山（英語：Maxwell Hill），也称为劳律山、拉律山，位于马来西亚霹雳州冕登山脉南麓，距离太平约10公里。山峰最高海拔1250公尺，于1884年创立，是马来西亚最早的高原度假胜地。太平山也是马来西亚降雨量最高的山峰，因其位于素有雨城之称的太平。这里曾经是英国人种植咖啡和茶叶的园地，所以也被当地华人成为“咖啡山”。现在山上依然保留着度假屋，可供旅游者留宿。由于上山路陡峭，不适合普通的汽车通行。游客上山时必须乘坐管理当局提供的登山吉普车，山脚下有停车场可供车辆停放。喜爱徒步登山者，可以选择沿登山公路登山。茶园是太平山的山间台地，这里设有小商店，公园以及管理中心等公共设施，从茶园这里，可以鸟瞰山下的太平市，也可以眺望远处的马六甲海峡。